# Liste der Baudenkmäler in Ammerthal
Auf dieser Seite sind die Baudenkmäler in der Oberpfälzer Gemeinde Ammerthal zusammengestellt. Diese Tabelle ist eine Teilliste der Liste der Baudenkmäler in Bayern. Grundlage ist die Bayerische Denkmalliste, die auf Basis des Bayerischen Denkmalschutzgesetzes vom 1. Oktober 1973 erstmals erstellt wurde und seither durch das Bayerische Landesamt für Denkmalpflege geführt wird. Die folgenden Angaben ersetzen nicht die rechtsverbindliche Auskunft der Denkmalschutzbehörde.
 Die Liste gibt den Fortschreibungsstand vom 3. Juli 2018 wieder und umfasst neun Baudenkmäler.

## Baudenkmäler nach Ortsteilen

### Ammerthal
| Lage                                                    | Objekt                                 | Beschreibung | Akten-Nr.             | Bild |
| ------------------------------------------------------- | -------------------------------------- | --- | --------------------- | --- |
| Amberger Straße 3 (Standort)                            | Ehemaliges Hofmarksschloss             | Zweigeschossiger, verputzter Massivbau mit Satteldach, Eckerker, Giebeltoren und Putzbänderung, 1590. | D-3-71-111-1          | weitere Bilder |
| Am Brunnenweg 4 (Standort)                              | Katholische Kirche Unserer Lieben Frau | Verputzter Massivbau mit Satteldach, Langhaus und Sakristei romanisch, Chor mit Maßwerkfenstern, Strebepfeilern und Kaffgesims Ende 15. Jahrhundert, Westturm aus unverputztem Quadermauerwerk und mit Zeltdach 16. Jahrhundert; mit Ausstattung; Kirchhofmauer. | D-3-71-111-2          | weitere Bilder |
| Am Spitzberg 7 (Standort)                               | Burgruine Spitz                        | Erhaltene Teilstücke des Bergfrieds und des äußeren Mauerkranzes an der Ostseite, mittelalterlich. | D-3-71-111-5 Wikidata | BW |
| Dorfplatz 6 (Standort)                                  | Katholische Pfarrkirche St. Nikolaus   | Chorturmkirche, Dolomitquaderbau mit Satteldach, quadratischem Turm mit Zeltdach, Rundbogenfenstern, an der Südseite vermauertes Portal mit zwei kauernden Löwen, im Kern romanisch, Umbau in der Spätgotik, Anbau der Sakristei 1759, Erweiterung des Langhauses 1803 (jetzt Kapelle der angebauten modernen Pfarrkirche); Friedhof mit Eisenkreuzen, 18. bis 20. Jahrhundert, Kriegerdenkmal für die Gefallenen des Ersten Weltkriegs, reliefierte Steintafel mit Soldatenkopf, Kriegerdenkmal für die Gefallenen des Zweiten Weltkriegs, steinerne Pietà, und Friedhofskreuz mit gefasstem Corpus Christi, Holz, darunter Bildtafel der Schmerzensmutter, wohl zweite Hälfte 19. Jahrhundert. | D-3-71-111-3          | weitere Bilder |
| Kapellenweg (Standort)                                  | Marienkapelle                          | Verputzter, gerade geschlossener Massivbau mit Satteldach und einfacher Putzgliederung, Ende 19. Jahrhundert. | D-3-71-111-8          | BW |
| Funkenwiesen (an der Straße zur Finkenmühle) (Standort) | Bildstock                              | Steinpfeiler mit Satteldach und Bildtafel, bezeichnet mit „1855“. | D-3-71-111-10         | [[Vorlage:Bilderwunsch/code!/C:49.43896,11.77487!/D:Funkenwiesen (an der Straße zur Finkenmühle), Bildstock!/\|BW]] |

### Fichtenhof
| Lage                    | Objekt                | Beschreibung | Akten-Nr.    | Bild |
| ----------------------- | --------------------- | --- | ------------ | ---- |
| Am Kirchwald (Standort) | Kapelle Mariä Krönung | Verputzter, dreiseitig geschlossener Massivbau mit Satteldach und einfacher Putzgliederung, Ende 19. Jahrhundert, 1937 von Rammertshof hierher transferiert und leicht vergrößert mit Dachreiter wiederaufgebaut; mit Ausstattung. | D-3-71-111-6 | BW   |

### Finkenmühle
| Lage                           | Objekt    | Beschreibung | Akten-Nr.     | Bild  |
| ------------------------------ | --------- | --- | ------------- | ----- |
| Finkenmühle 1 (Standort)       | Mühle     | Mühlengebäude, ehemals zum Schloss Ammerthal gehörig, zweigeschossiger, verputzter Massivbau mit Walmdach, Rundbogenportalen und einfacher Putzgliederung, 16./17. Jahrhundert; Stadel, eingeschossiger, verputzter Massivbau mit Satteldach, wohl 18. Jahrhundert. | D-3-71-111-7  | Mühle |
| bei der Finkenmühle (Standort) | Bildstock | Gemauerte gedrungene Stele mit Rundnische, verputzt und mit Satteldach, 18./erste Hälfte 19. Jahrhundert. | D-3-71-111-13 | BW    |

## Ehemalige Baudenkmäler
In diesem Abschnitt sind Objekte aufgeführt, die früher einmal in der Denkmalliste eingetragen waren, jetzt aber nicht mehr. Objekte, die in anderem Zusammenhang also z. B. als Teil eines Baudenkmals weiter eingetragen sind, sollen hier nicht aufgeführt werden. Aktennummern in diesem Abschnitt sind ehemalige, jetzt nicht mehr gültige Aktennummern.

| Lage                                             | Objekt          | Beschreibung                                                                         | Akten-Nr.              | Bild |
| ------------------------------------------------ | --------------- | ------------------------------------------------------------------------------------ | ---------------------- | ---- |
| Ammerthal Am Ortsausgang in Richtung Viehberg () | Marienbildstock | 18./19. Jahrhundert.                                                                 | D-3-71-111-4 Wikidata  |      |
| Viehberg In Viehberg 2 (Standort)                | Bauernhaus      | Zugehöriger Wohnstallbau, Giebelbau mit Putzbänderung, erste Hälfte 18. Jahrhundert. | D-3-71-111-11 Wikidata | BW   |

## Abgegangene Baudenkmäler
In diesem Abschnitt sind Objekte aufgeführt, die früher einmal in der Denkmalliste eingetragen waren, jetzt aber nicht mehr existieren, z. B. weil sie abgebrochen wurden. Aktennummern in diesem Abschnitt sind ehemalige, jetzt nicht mehr gültige Aktennummern.

| Lage                                    | Objekt                                   | Beschreibung | Akten-Nr.              | Bild |
| --------------------------------------- | ---------------------------------------- | --- | ---------------------- | ---- |
| Ammerthal Pürschläger Weg 3 (Standort)  | Ehemaliger Pfarrhof mit Ökonomiegebäuden | Dreigeschossiger Walmdachbau, im Kern spätmittelalterlich, im 18. Jahrhundert und 1840 umgebaut; Ökonomietrakt mit gewölbtem Stall und barocken Türgewänden, um 1757 erbaut. | D-3-71-111-12 Wikidata | BW   |
| Ammerthal Weiherzanter Weg 9 (Standort) | Bauernhaus                               | Wohnstallbau, eingeschossig und mit rückwärtigem Fachwerk, 18. Jahrhundert.                                                                                                  | D-3-71-111-9 Wikidata  | BW   |